# Diecezja Agboville
Diecezja Agboville (łac. Diœcesis Agbovillensis) – diecezja rzymskokatolicka w Wybrzeżu Kości Słoniowej, z siedzibą w Agboville, sufragania metropolii abidżańskiej. Powstała w 2006 z części diecezji Yopougon.

## Główne świątynie
- Katedra: Katedra św. Jana Marii Vianneya w Agboville

## Biskupi diecezjalni
- Bp Alexis Touably Youlo (od 2006)